# Capital (departement van Tucumán)
Capital (Tucumán) is een departement in de Argentijnse provincie Tucumán. Het departement (Spaans:  departamento) heeft een oppervlakte van 90 km² en telt 527.607 inwoners.

## Plaats in departement Capital
- San Miguel de Tucumán